# Ingénieur européen

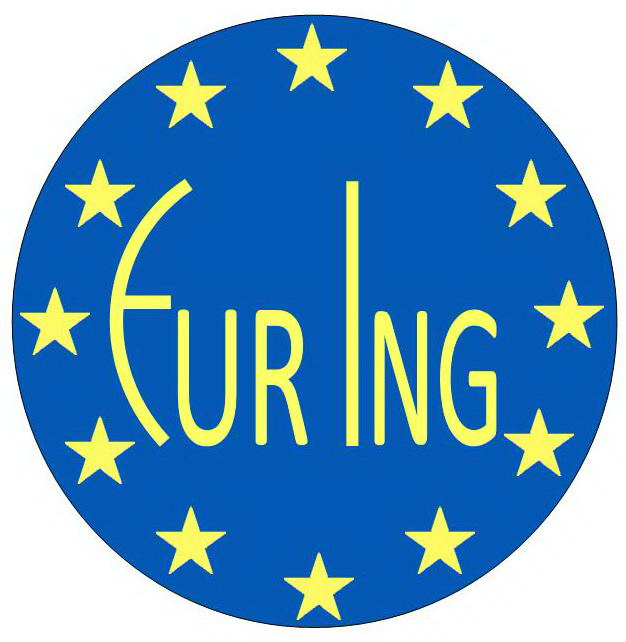
Logo de Eur Ing

Ingénieur européen (en anglais European Engineer, abrégé en Eur Ing, EUR ING, EurIng, EURING ou Eur-ing.) est un titre professionnel délivré par la Fédération européenne d'associations nationales d'ingénieurs. Il permet à un détenteur d'un titre d'ingénieur dans l'un des États membres de justifier de sa formation dans un des autres État membre.
Le titre est délivré par la FEANI après demande et vérification du diplôme par l'association nationale du pays où le diplôme a été délivré (1 représentant par pays).

## En France
En France, l'association Ingénieurs et scientifiques de France (IESF) gère les demandes pour l’attribution du titre d’ingénieur européen EUR ING auprès de la Fédération européenne d'associations nationales d'ingénieurs (FEANI). 
Le titre d’ingénieur européen EUR ING permet à un ingénieur (de formation Bac+5) d’avoir une reconnaissance européenne. Un ingénieur peut obtenir ce titre après un diplôme d'ingénieur ou un titre reconnu niveau I (Bac+5) par l'État et cinq années (minimum) d'activité professionnelle.

## En Belgique
En Belgique, depuis 2007, le Comité des ingénieurs belges - Belgische Ingenieurs Comite (CIBIC), la plus haute instance représentant l'ensemble des fédérations d'ingénieurs diplômés (niveau Bac +5 du master européen) et leurs associations d'anciens élèves, tant au niveau universitaire qu'académique (Instituts supérieurs industriels des hautes écoles), est l'unique interlocuteur pour présenter une candidature EURING à la Fédération européenne d'associations nationales d'ingénieurs (FEANI) et toujours à travers une fédération et donc par une affiliation à son propre réseau associatif[pas clair]. Il est maintenant demandé le titre et le grade de master en science de l'ingénieur (+ bioingénieur, industriel ou industriel en agronomie[C'est-à-dire ?]) et au minimum deux (respectivement cinq) années de pratique professionnelle référencée. La FEANI demande aussi que l'école d'ingénieurs soit accréditée par un label d'excellence EUR-ACE. Dans la partie francophone de la Belgique (Wallonie), c'est la responsabilité de l'Agence pour l’évaluation de la qualité de l'enseignement supérieur (AEQES) de la Fédération Wallonie-Bruxelles (dite aussi ici « Communauté française de Belgique ») que de requérir et d'obtenir cette certification européenne de référence.